# Archaeorrhynchus tenuicornis
Archaeorrhynchus tenuicornis là một loài bọ cánh cứng trong họ Nemonychidae. Loài này được Martynov miêu tả khoa học đầu tiên năm 1926.